# Meganephria pontica
Meganephria pontica là một loài bướm đêm trong họ Noctuidae.